# Битва за сено
Битва за сено (англ. Grass Fight, исп. Batalla del Pasto) — небольшая стычка между мексиканской и техасской армиями в ходе Техасской революции. Она произошла 26 ноября 1835 года южнее Сан-Антонио-де-Бехар. Техасская революция началась официально 2 октября и, к концу месяца техасцы начали осаду Бехара — места пребывания наибольшего мексиканского гарнизона в провинции. Множество местных техасцев, угнетённых бездеятельностью, разошлись по домам, их заменил небольшой отряд из авантюристов, прибывших из Соединённых Штатов. Главнокомандующий техасской армией Стивен Ф. Остин ушёл в отставку после того, как армия отказалась выполнить его приказ от 22 ноября о начале штурма Бехара. Новым главкомом стал Эдвард Берлесон.
26 ноября техасский разведчик Глухой Смит принёс новость о мексиканском караване на дороге в Бехар, который состоял из вьючных мулов, сопровождаемых 50—100 солдатами. Техасцы были убеждены, что караван перевозит серебро, предназначенное для выплаты жалования мексиканским солдатам и покупки товаров снабжения. Берлесон приказал полковнику Джеймсу Боуи собрать 30-45 кавалеристов и 100 пехотинцев и перехватить караван. Узнав о начале битвы, мексиканский генерал Мартин Перфекто де Кос отправил подмогу из Бехара. Техасцы отбили несколько атак мексиканских солдат, которые в итоге отступили в Бехар. Техасцы обшарили покинутый мексиканцами караван, но вместо серебра они нашли только свежескошенное сено, которое было предназначено на корм лошадям мексиканской армии. В ходе битвы четверо техасцев было ранено и историк Элвин Барр называет цифру в трое убитых мексиканских солдат, хотя Боуи и Берлесон первоначально заявляли о более высоких мексиканских потерях.

## Предыстория

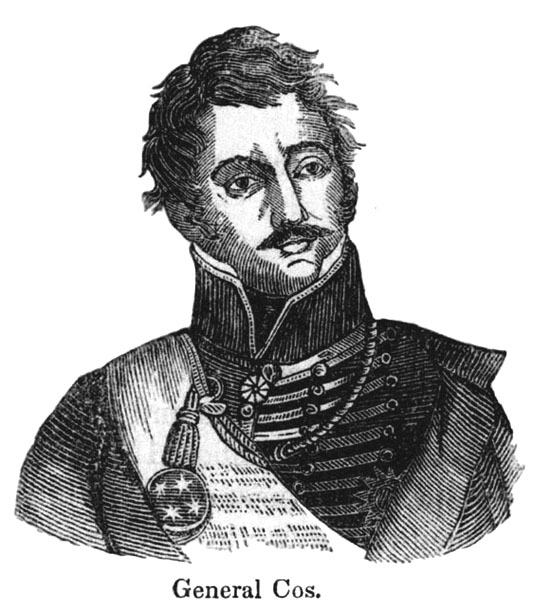
Командир гарнизона в Аламо Мартин Перфекто де Кос

2 октября 1835 года техасские колонисты атаковали мексиканские силы в битве при Гонсалесе, положив тем самым официальное начало Техасской революции. После окончания битвы и отступления мексиканцев, разозлённые колонисты продолжали собираться в Гонсалесе, надеясь положить решительный конец мексиканскому господству над областью. 11 октября дезорганизованные добровольцы выбрали главнокомандующим Стивена Ф. Остина — первого англоязычного техасского колониста. Несколькими днями позже он повёл новообразованную техасскую армию на Сан-Антонио-де-Бехар, где генерал Мартин Перфекто де Кос командовал гарнизоном в миссии Аламо. В конце октября техасцы приступили к осаде Бехара.
Среди техасских добровольцев мало кто служил в регулярной армии и, в начале ноября многие из них начали разбредаться по домам. Погода начала портиться, рацион уменьшаться и многие солдаты заболели. Группы солдат начали покидать армию без разрешения командования. Однако 18 ноября к техасской армии присоединилась группа добровольцев в составе двух рот милиции из Соединённых Штатов, известных как «Новоорлеанские Серые» (англ. New Orleans Greys). В отличие от большинства техасских добровольцев они выглядели как настоящие солдаты. У них была форма (серые мундиры), хорошо ухоженные винтовки, достаточная амуниция и некоторое подобие дисциплины. «Серые», как и некоторые техасские роты, прибывшие ранее, рвались в бой. Воодушевлённый их энтузиазмом Остин отдал приказ о штурме Бехара следующим утром. Несколько его офицеров провели голосование среди солдат и выяснили, что на штурм согласны менее сотни солдат. Поэтому Остин отменил свой приказ. Через несколько дней он сложил с себя полномочия главнокомандующего, чтобы отправиться в роли уполномоченного в Соединённые Штаты. Техасцы избрали нового главкома — Эдварда Берлесона.

## Прелюдия битвы

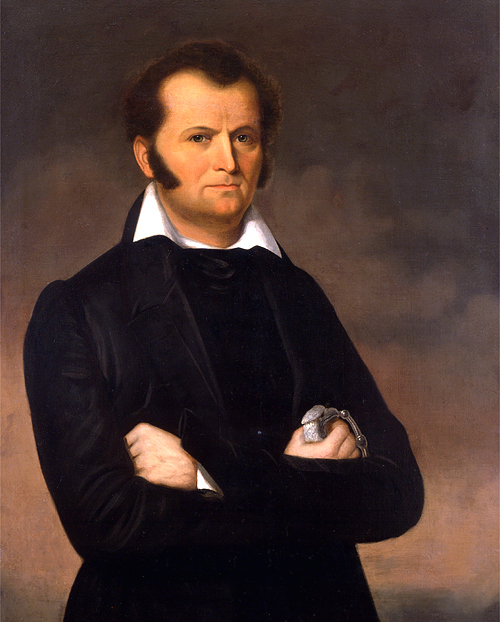
Полковник Джеймс Боуи командовал техасской кавалерией в ходе Битвы за сено.

26 октября в 10:00 утра в техасский лагерь приехал разведчик Эрастус «Глухой» Смит с докладом о появлении в пределах 5 миль (8,0 км) от Бехара каравана из вьючных мулов и лошадей, сопровождаемых 50—100 мексиканскими солдатами. За несколько дней до этого до техасцев донеслись слухи, что мексиканцы ждут груз золота и серебра, для выплаты войскам и покупки товаров снабжения. Техасцы же сражались не за деньги и в большинстве пожелали разграбить караван. Берлесон выступил перед толпой и приказал полковнику Джеймсу Боуи взять под команду 35—40 верховых и провести разведку и атаковать только по необходимости. Когда Боуи собрал в свой разведывательный отряд 12 лучших стрелков, у техасцев возникло небольшое сомнение, что он всё же атакует мексиканцев. Вся армия вызвалась сопровождать Боуи. Однако Берлесон успокоил людей, послав для поддержки отряда Боуи полковника Уильяма Джека с сотней пехотинцев. 

## Битва
В одной миле (1,6 км) от Бехара люди Боуи заметили мексиканских солдат, пересекающих сухую лощину, недалеко от слияния ручьёв Алазан (Alazán), Апач и Сан-Педро. Отряд Боуи атаковал мексиканский конвой, рассеяв мулов. После короткой перестрелки верховые с обеих сторон спешились и распределились, укрываясь в высохших руслах. Мексиканцы контратаковали, но были отражены. В Бехаре генерал Кос увидел, что началась битва и, послал на помощь 50 пехотинцев и орудие для прикрытия отступления конницы в город. Техасская пехота, заслышав выстрелы, устремилась в бой, переходя по пояс в воде ручей. Тем временем в ходе боя наступило затишье, и пехотинцы уже не могли по шуму определить, где находится противник. На самом деле они оказались между мексиканской кавалерией и пехотой. Мексиканские войска открыли огонь, техасцы залегли. Полковник Томас Раск собрал 15 человек и атаковал ближайшую к нему мексиканскую кавалерию, но те ускакали и техасской пехоте пришлось залечь и двигаться ползком к укрытиям.
Техасская конница воссоединилась с пехотой. Отец главкома Джеймс Берлесон, возглавлявший конную атаку закричал: «Ребята, мы умираем только один раз, противник сейчас там, в овраге. Атакуем их!» Мексиканская артиллерия сделала три залпа, отбросив техасцев назад. Мексиканская конница попыталась захватить небольшую высоту, что дало бы лучшую позицию для мексиканской артиллерии, но они были отбиты. Затем мексиканская пехота пошла в атаку. Раск позднее написал: «Эти люди атаковали с великим хладнокровием и храбростью, находясь под разрушительным огнём наших людей сохраняли … строгий порядок и не выказывали смятения». Атака прекратилась, когда пехота заметила, что техасец Джеймс Суишер повёл отряд конницы на захват мексиканского орудия. Мексиканские силы отступили к Бехару.

## После битвы
В ходе битвы было ранено четверо техасцев, один солдат дезертировал. В своём рапорте Берлесон заявил, что было убито 15 мексиканских солдат и семеро ранено, в то время как Боуи заявлял, что погибли 60 мексиканских солдат. В своей книге «Texans in Revolt: the Battle for San Antonio, 1835» историк Элвин Барр установил, что только трое мексиканских солдат были убиты и 14 ранено, кавалерийские роты понесли большие потери. Берлесон похвалил всех своих офицеров за их действия, но больше всего он говорил о Боуи.
Техасцы захватили 40 лошадей и мулов. Но к их удивлению в седельных сумках не оказалось слитков. Мулы везли свежескошенную траву на корм мексиканским лошадям в Бехаре. Таким образом битва получила название по трофею, который достался техасцам. Хотя битва, названная историком Дж. Р. Эдмондсоном «нелепым делом» не принесла значимой добычи она объединила техасскую армию. Несколько дней назад армия раскололась и не желала идти на риск продолжения осады или штурма. После «битвы за сено» техасцы поверили, что смогут одержать верх над гарнизоном Бехара и что генерал Кос не осмелится посылать войска за пределы Бехара, опасаясь за безопасность города.
Несколько дней спустя 1 декабря Кос дал согласие на свободный выход группе американцев, находившихся в Бехаре. Хотя они и дали обещание покинуть округ, несколько человек, включая Самуела Маверика, присоединились к техасской армии и сообщили повстанцам сведения о мексиканской обороне и низком боевом духе, царящем в городе. 5 декабря, вдохновлённые победой в «битве за сено» техасцы предприняли атаку на Бехар. Кос сдал город 9 декабря. Согласно условию своего выхода мексиканские войска должны были оставить провинцию, передав всю полноту власти техасским колонистам.